# مامادو امی
مامادو امی (انگلیسی: Mamadou Amir؛ زادهٔ ۲۶ مهٔ ۱۹۴۶) بازیکن واترپلو اهل مصر بود.